# Club Esportiu Europa
O Club Esportiu Europa é um clube de futebol da cidade de Barcelona (Espanha). 
Atualmente disputa o Campeonato da Quarta Divisão Espanhola.

## Historia
O CE Europa foi fundado em 5 de junho de 1907, a partir da fusão de dois modestos clubes de Villa de Gracia, o Provençal e o Madrid. Diante da dificuldade econômica de registrar-se, decidiram tomar o nome do Europa, que já estava inscrito e a ponto de desaparecer. O ato de fundação aconteceu no já extinto bar-bodega La Roca, na Calle Sicília nº 290, em  Barcelona.

## Títulos
- Campeonato de Catalunha: 1922-23
- Taça de Catalunha: 1997, 1998, 2015
- Campeonato de Catalunha B: 1918-19
- Tercera División: 1961-62, 1962-63

## Elenco
Legenda
- : Capitão
- : Prata da casa (Jogador da base)
- : Jogador emprestado
- : Jogador lesionado/contundido
- : Jogador suspenso
- +: Jogador sem condições (físicas ou jurídicas) de atuar